# Arenostola modesta
Arenostola modesta är en fjärilsart som beskrevs av Otto Staudinger 1900. Arenostola modesta ingår i släktet Arenostola och familjen nattflyn. Inga underarter finns listade i Catalogue of Life.